# Parry Peninsula, Northwest Territories
Parry Peninsula är en halvö i Kanada.   Den ligger i territoriet Northwest Territories, i den norra delen av landet, 3 800 km nordväst om huvudstaden Ottawa.
Trakten runt Parry Peninsula består i huvudsak av gräsmarker. Trakten runt Parry Peninsula är nära nog obefolkad, med mindre än två invånare per kvadratkilometer.